# Блечепсінське сільське поселення
Блечепсінське сільське поселення (адиг. Блащепсине) - Аул в Кошехабльськом районі Республіки Адигея Росії. Адміністративний центр  - Блечепсін.

## Історія
Під час Російсько-черкеської (Кавказької) війни, після експедицій Глазенапа на аули Малки в Кабарде в 1804-1805 роках, деякі кабардинские пологи пішли в Закубанье і оселилися в 1806 році на річці Чехрак, а також на пагорбі над річкою Чебленок в кількості 30 і 16 дворів відповідно. У 1868 році до них додалися переселені після Ходзьского повстання тлякотлеші: Ашібов, Дерова, Думанів, Докшоков, Кандауров, Шовгенов з залежними від них людьми. Однак Блечепсин як аул в Кубанської області почали згадувати тільки з 1873 року, коли всі новостворені населені пункти внесли до реєстру . Аул названий на честь шанованого місцевими жителями джерела, що в перекладі з черкеського означає «блаще» - клен, «псине» - джерело, тобто «Блащепсине» - кленовий джерело.

## Вулиці
Усього 24 вулиці:
- Адигейська,
- ім. Сальмана Болокова,
- ім. Ворошилова,
- Східна,
- ім. Калініна,
- ім. Карла Маркса,
- Комсомольська,
- Комсомольський пров.,
- ім. Алія Кошова,
- ім. Заура Кунова,
- ім. Леніна,
- Нова,
- Першотравнева,
- Піонерська,
- Підгірна,
- Польова,
- пер. Пушкіна,
- ім. Пушкіна,
- Північна,
- Тургенєва,
- ім. Муси Шикова,
- Шкільна,
- ім. Шовгенова,
- ім. Герцена